# السياحة في نيوزيلندا

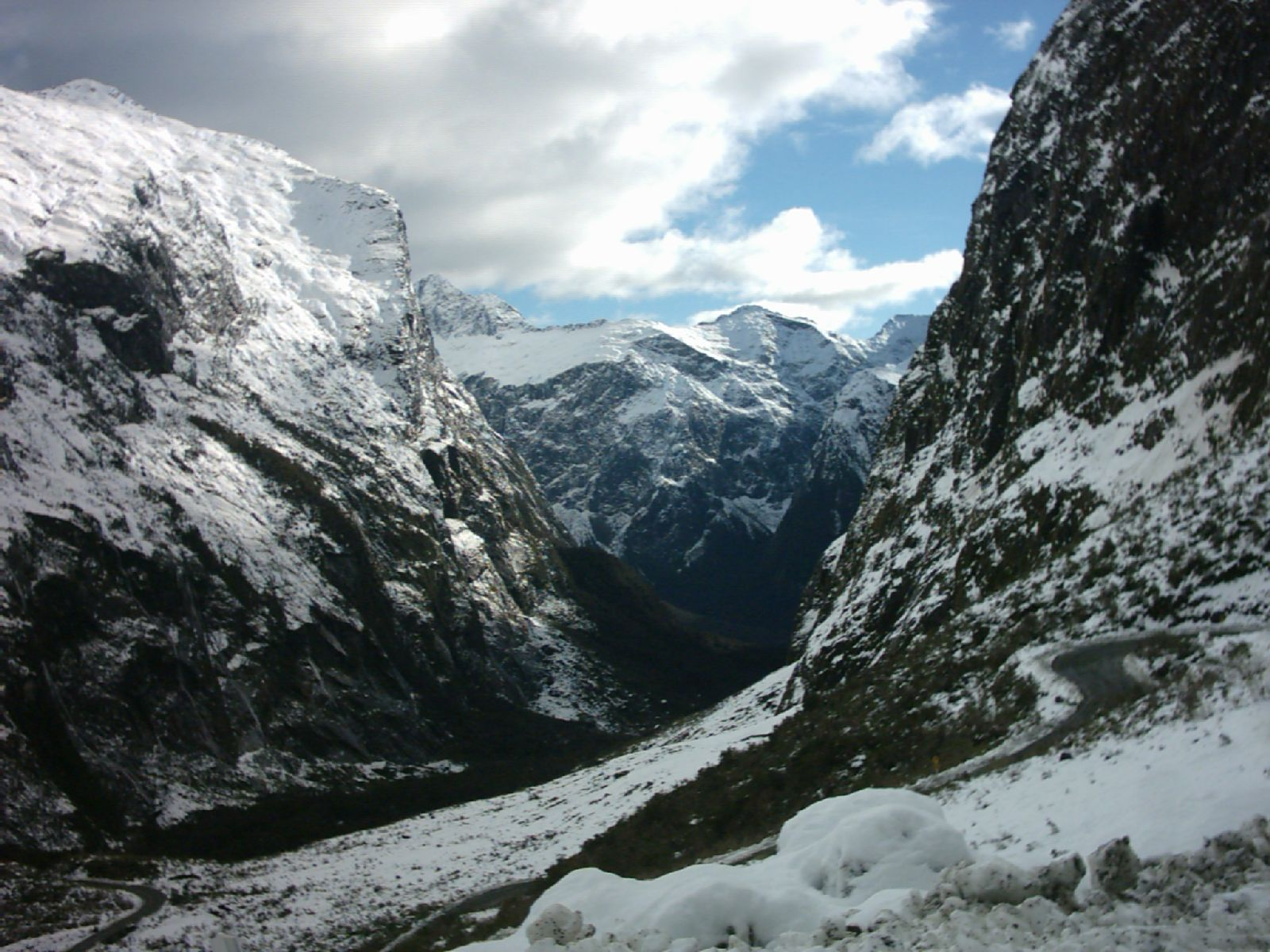
ميلفورد في نيوزلندا.

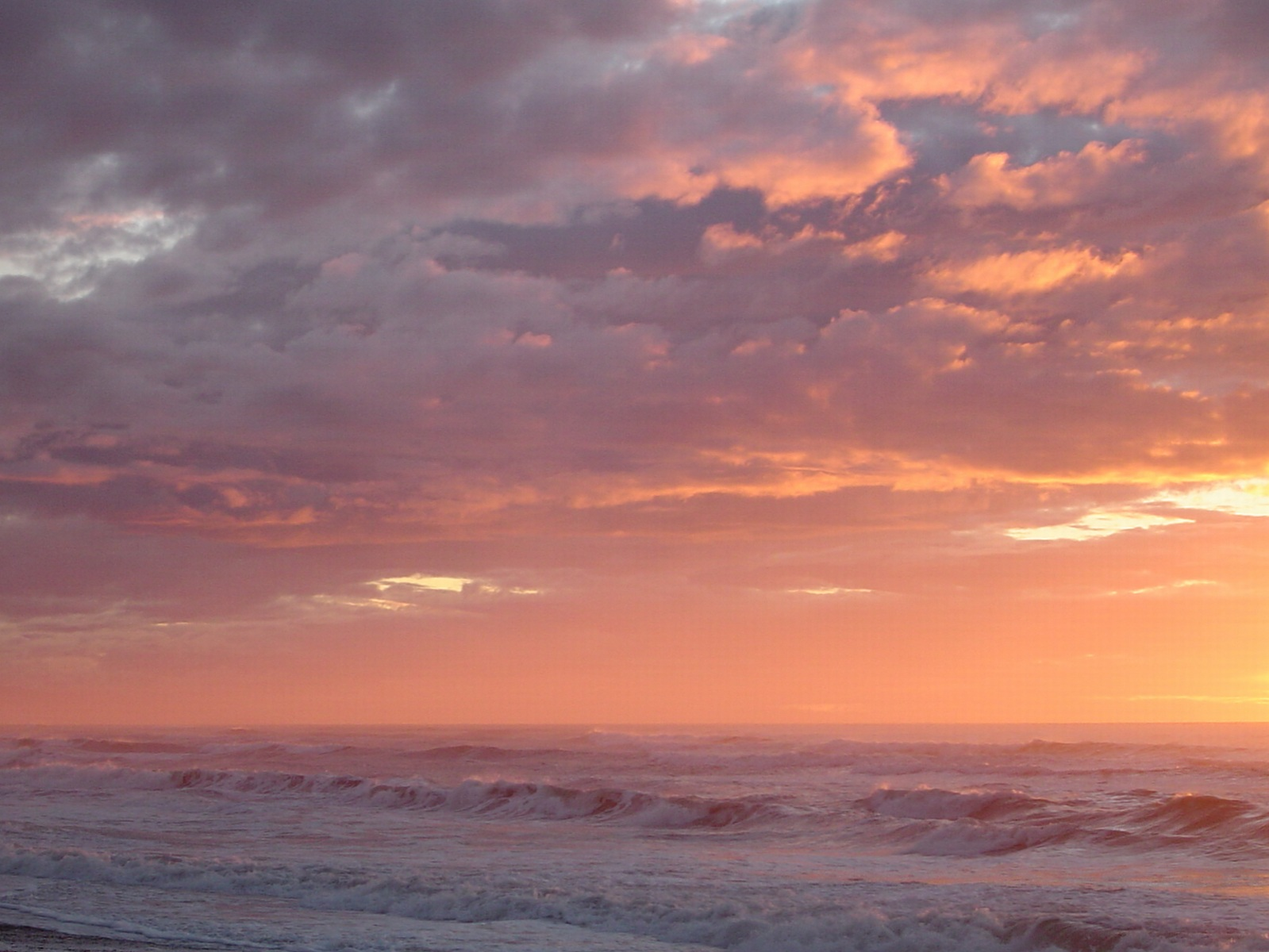
شاطئ مُشمس في غريماوث في نيوزلندا.

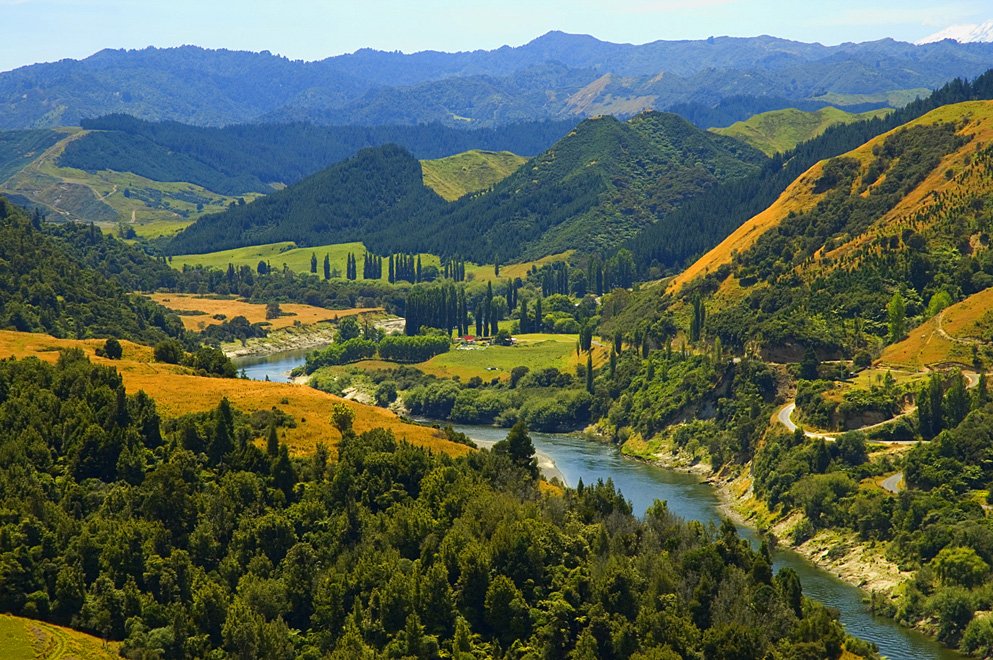
مناظر طبيعية في نيوزلندا فوق نهر وانغانوي.

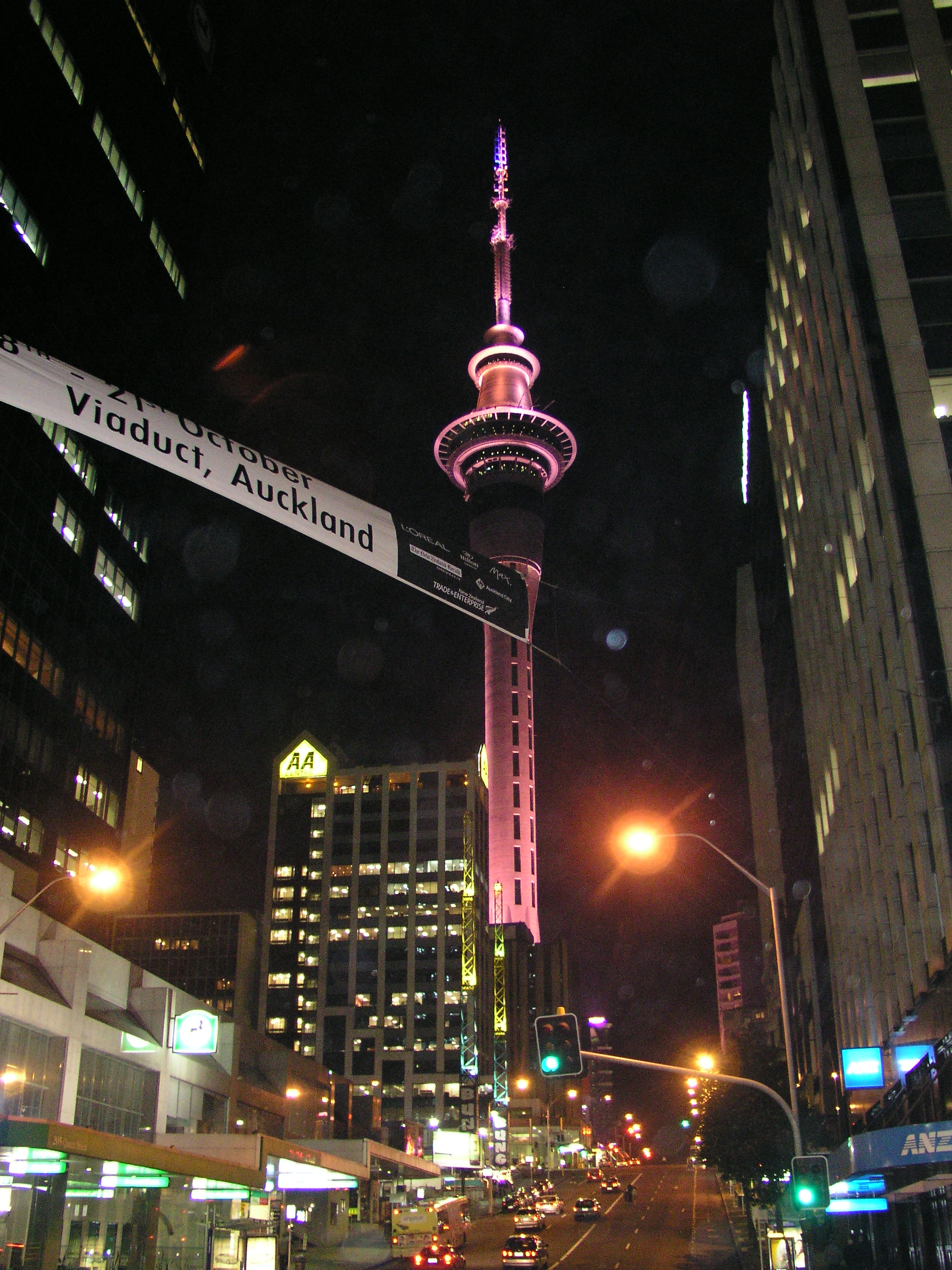
برج السماء (أوكلاند)

السياحة في نيوزيلندا وهي مصدر دخل كبير في اقتصاد نيوزيلندا، وقد كسبت نيوزيلندا من السياحة 7.3 $ مليار دولار نيوزيلندي أي 3.7% من الناتج القومي المحلي النيوزلندي وتوفر السياحة هُناك 110,800 وظيفة . المواقع السياحية في نيوزلندا هي ميلفورد ومتنزه أبل تسمان الوطني وبرج السماء، ويمارس السواح في نيوزلندا القفز بالحبال في جبال الألب النيوزلندية وكذلك لأجل مشاهدة الحيتان التي تتواجد هُناك، معظم السواح يأتون من مطار أوكلاند الدولي، وفي 2013 زار نيوزلندا قُرابة 15 مليون مُسافر، بعض السواح ياتون إلى مطارات مُدُن أُخرى منها ولينغتون وكرايستشرش وروتوروا.